# 다이바 소홍콩
다이바 소홍콩(일본어: 台場小香港)은 일본 도쿄도 미나토구 오다이바의 덱스 도쿄 비치의 6~7층에 설치되었던 테마파크였다. 홍콩의 거리를 재현한 일종의 차이나타운 상업 시설이었으나, 2010년 말에 영업을 중단하였다.

## 역사
2000년 12월 2일에 개업하였다. 6층에는 중화요리점, 중식품점, 잡화 매장 등을 갖추고 7층에는 반다이남코 사의 게임 센터가 입점해 있었다. 점포별로는 홍콩과 중국계 상점을 비롯한 중화요리점 10곳, 중식품·잡화·예능 관련 상품들을 판매하는 가게 4곳, 게임센터 1곳으로 이뤄져 있었다. 전반적으로는 중국 느낌의 장식을 활용하고 20세기 홍콩 거리의 분위기를 재현해 놓았다. 오픈 초기에는 카이탁 국제공항 시절 길거리에서 들리던 비행기 소리까지 재현해 놓기도 하였다. 이후에는 홍콩 영화의 와이어 액션을 체험할 수 있는 코너가 마련되기도 하였다.
그러나 개업과 동시에 임대 영업을 하였던 잡화점인 'Chan's'가 2년 만에 철수하는 등, 각 점포의 수명은 그리 길지 못했다. 2006년 7월에는 덱스 도쿄 비치 개장 10주년을 기념하여 새로 출점한 홍콩 딤섬전문점 '르 파크'가 3개월 반만에 철수하는 일도 있었다. 2008년 3월에는 6층의 절반 면적을 차지하는 게임센터 '에스테틱 월드'가 문을 열었지만 이 역시 1년만에 문을 닫았다.
개업 10년차던 2010년 12월 31일부로 다이바 소홍콩은 영업을 종료하였다. 종료 당시 홍콩계와 중국계 가게를 비롯한 7개 점포가 운영되고 있었다. 이후 이 자리에 레고를 테마로 한 실내형 공원인 '레고 랜드 디스커버리 센터 도쿄'가 2012년 6월에 문을 열었다.